# Prima donna
Prima donna (Italiaans voor 'eerste vrouw') is de aanduiding voor de eerste sopraan van een operagezelschap, die dus normaliter de vrouwelijke hoofdrol zal spelen in het door het gezelschap opgevoerde repertoire.
Sommige van deze dames, die vaak door het publiek worden verafgood en door de kritiek op handen worden gedragen, zijn zich nogal van hun kwaliteiten bewust en worden dan wat moeilijk en veeleisend in de omgang, vandaar dat in uitdrukkingen als 'primadonnagedrag', ook op andere terreinen, weleens een zekere afkeuring doorklinkt. Het woord is nauw verwant aan de aanduiding diva, wat dan ook Italiaans is voor 'godin'.
Bekende prima donna's zijn of waren:
- Irina Archipova
- Cecilia Bartoli
- Montserrat Caballé
- Maria Callas
- Renée Fleming
- Angela Gheorghiu
- Marilyn Horne
- Maria Malibran
- Nellie Melba

- Anna Moffo
- Birgit Nilsson
- Jessye Norman
- Anneliese Rothenberger
- Elisabeth Schwarzkopf
- Giuseppina Strepponi
- Joan Sutherland
- Renata Tebaldi
- Galina Visjnevskaja

## Prima donna assoluta
Een paar uitgelezen zangeressen werden als prima donna assoluta aangeduid. Dat betekent zoiets als "eerste onder de eersten". In een groter operagezelschap met meerdere prima donna's ontstonden vaak conflicten, want een stereotiepe prima donna verdraagt geen concurrentie en zij eist alle aandacht en eer op. In zo'n geval werd een van de sopranen tot "eerste prima donna" of "prima donna assoluta" uitgeroepen. De titel wordt ook bij balletgezelschappen gebruikt.
In de pers wordt de kwalificatie prima donna assoluta gebruikt om de grootsten onder de sopranen, zoals Maria Callas, aan te duiden. Het is het equivalent van een superster.
De "eretitel" werd gegeven aan:
- Galina Visjnevskaja
- Maria Callas
- Cristina Deutekom
- Leila Gencer
- Edita Gruberová
- Renata Tebaldi
- Vera Galupe Borszkh

- Kiri Te Kanawa
- Mira Teresa Zinka Kunc Milanov
- Montserrat Caballé
- Virginia Zeani
- Inez Fabbri
- Beverly Sills
- Anna Netrebko

De werkelijke betekenis van prima donna assoluta is een sopraan die alle stemvakken – van het lyrische tot het dramatische – beheerst. Bijvoorbeeld zij, die zowel Mozarts Königin der Nacht als Puccini's Turandot of zowel Bellini's Elvira als Verdi's Abigaille op het repertoire hebben. Maria Callas, Leila Gencer en Cristina Deutekom zijn enkelen van de zeer weinigen die hieraan voldoen.